# Космос-2358
Космос-2358 је један од преко 2400 совјетских вјештачких сателита лансираних у оквиру програма Космос.
Космос-2358 је лансиран са космодрома Плесецк, Русија, 24. јуна 1998. Ракета-носач Сојуз је поставила сателит у орбиту око планете Земље. 